# Mauracher (Gries)

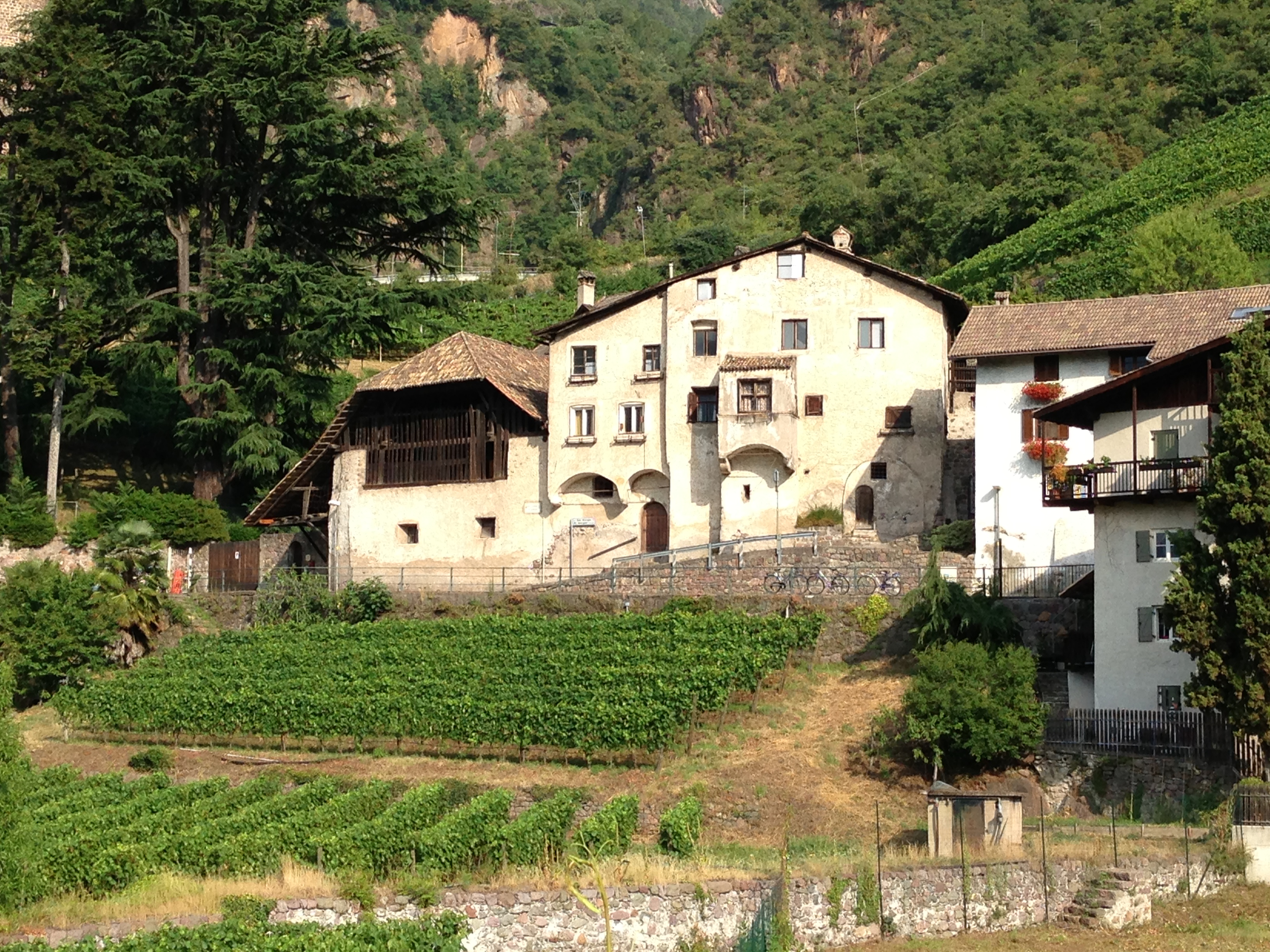
Der Mauracher-Hof in Gries-Bozen

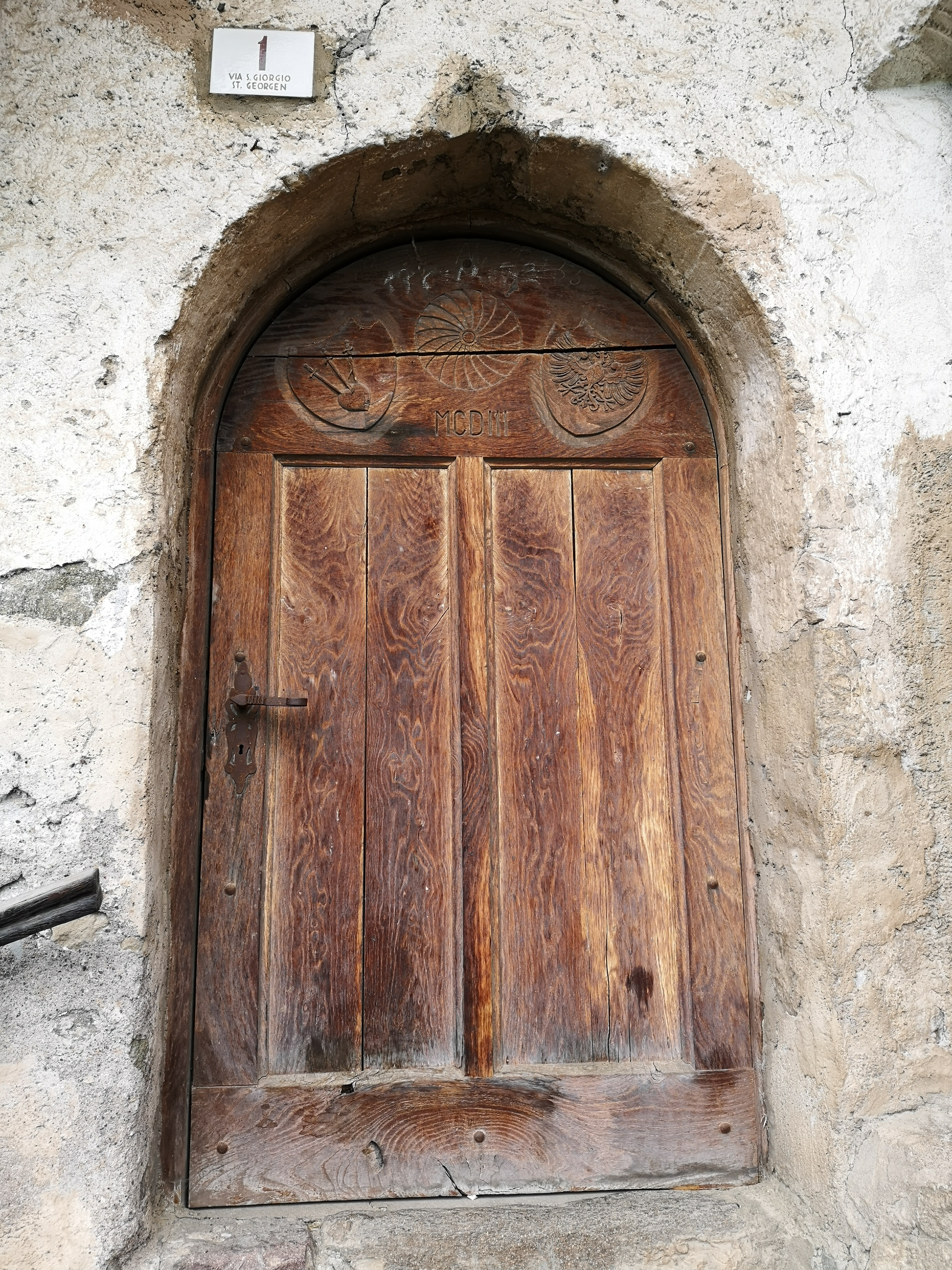
Mittelalterliche Rundbogentür des Mauracher-Hofs

Das Hofensemble Mauracher ist ein historisch bedeutsames, malerisch wirkendes Baudenkmal im Ortsteil Sand von Gries-Quirein, einem Stadtteil von Bozen in Südtirol. Es grenzt unmittelbar nördlich an Burg Treuenstein an.
Die im Kern hochmittelalterliche Hofanlage ist am Rafensteiner Weg (Nr. 1–3) gelegen und verdankt ihr heutiges Erscheinungsbild Architekturelementen des 16. Jahrhunderts wie einem Viereckerker auf Kragsteinen im ersten Stock, einem rundbogigen Eingang und insbesondere einem vorkragenden Gebäudeteil auf Rundbögen.
Der ältere Name des Hofes war Rorer bzw. (Ober-)Rorer am Fagen, erst 1664 beginnt sich mit dem Besitzer Andre Mauracher der jüngere Name durchzusetzen. Um 1327 ist ein Ulricus dictus Rorer dem oberbayerischen Prämonstratenserstift Schäftlarn grundzinspflichtig. Noch 1435 ist mit Elssen im Rör bzw. Elsen im Ror (Elisabeth Rorer) der ältere Hofname in den Grieser Kirchpropstrechnungen bezeugt.
Das Hofensemble wurde aufgrund seiner historisch-baugeschichtlichen Bedeutung 1951 und 1955 unter Denkmalschutz gestellt.
2006 hat eine eigens hierfür gegründete Stiftung, die nach ihrer Namens- und Kapitalgeberin Dr. Viktoria Schulz-Steinkeller (München 1906 – Bozen 2005) benannte Steinkeller-Stiftung, den Mauracherhof restaurieren lassen und ein zur Erhaltung und Bewahrung historischer Bausubstanz ländlicher Wohngebäude bestimmtes Förderprogramm aufgelegt.